# Vuelo 548 de British European Airways
El vuelo 548 de British European Airways fue un vuelo regular de pasajeros del Aeropuerto de Londres-Heathrow a Bruselas el 18 de junio de 1972, que se estrelló poco después de despegar, matando a las 118 personas a bordo. El accidente fue conocido como el Desastre aéreo de Staines y siguió siendo el peor desastre aéreo en Gran Bretaña hasta el Vuelo 103 de Pan Am que explotó sobre Lockerbie, Escocia, en 1988.

## Accidente

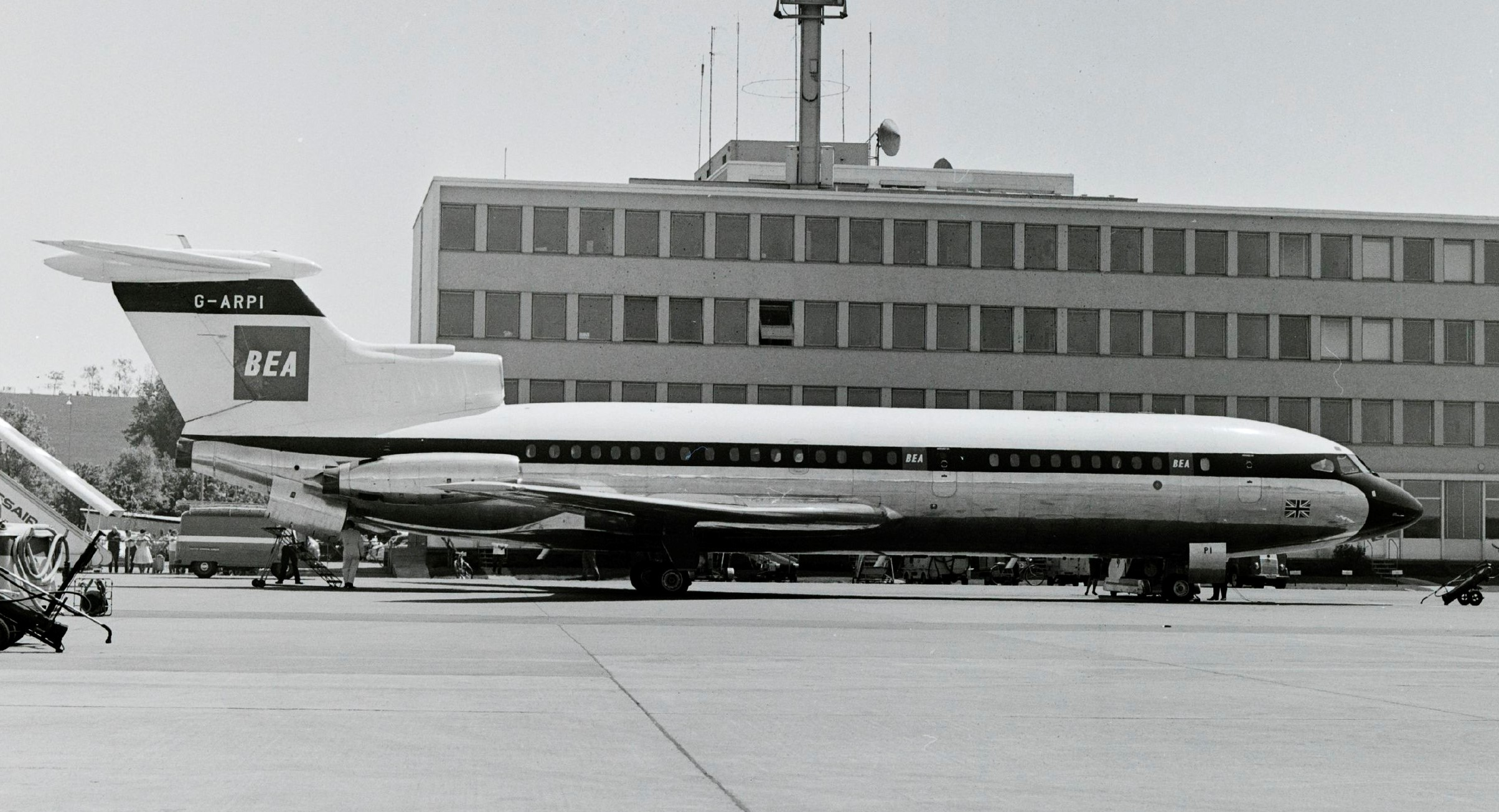
El avión accidentado fotografiado en agosto de 1964 en el Aeropuerto Internacional de Zúrich.

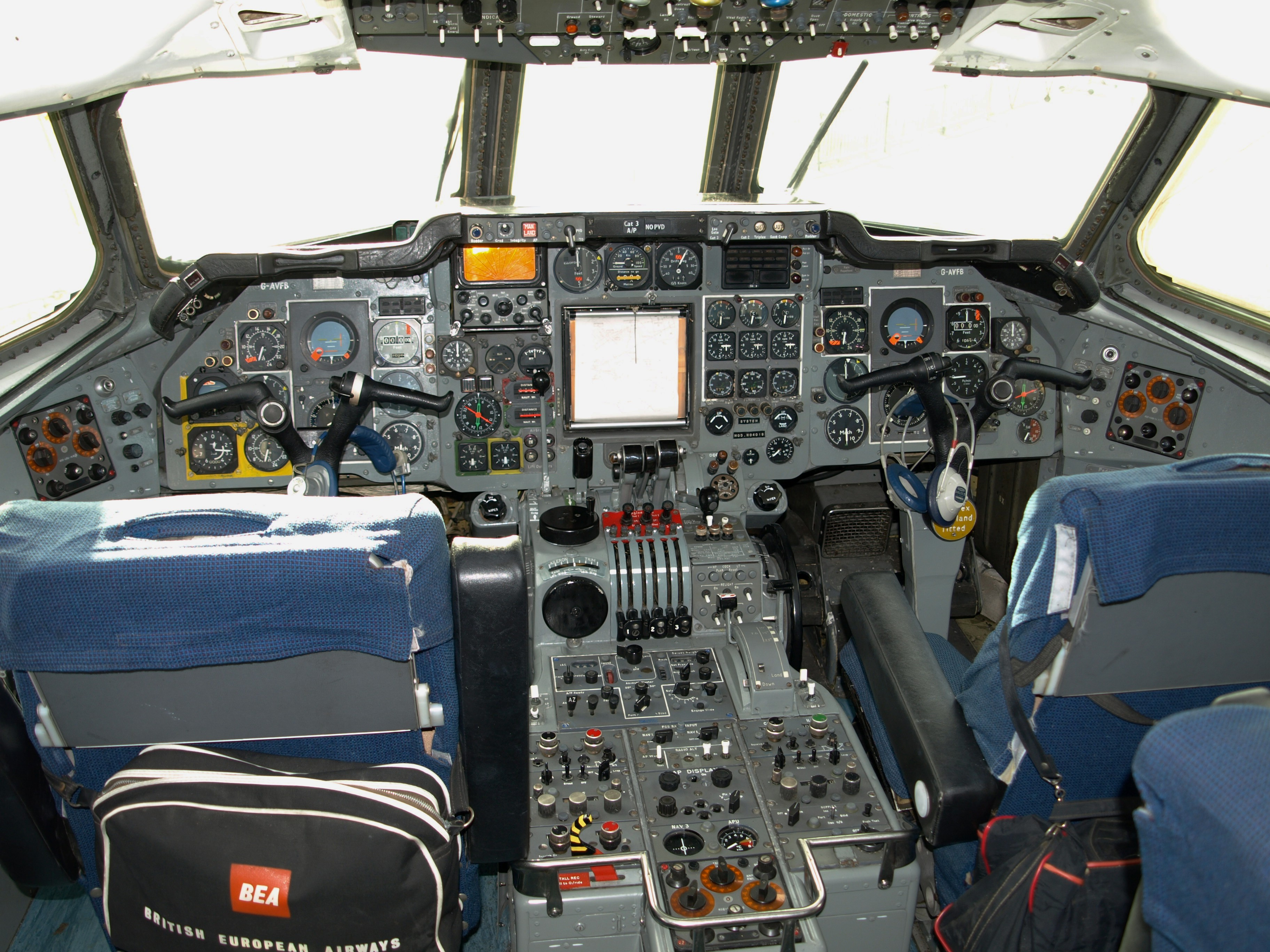
La cabina de vuelo de un Hawker Siddeley Trident.

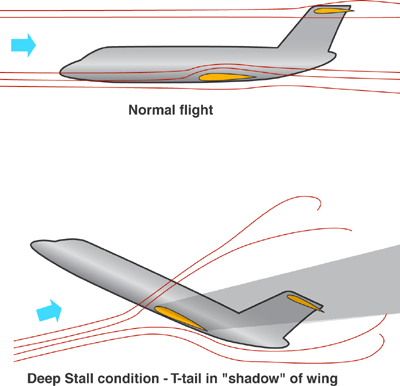
Representación esquemática de una entrada en pérdida profunda (deep stall).

El aparato de 8 años y 2 meses se estrelló a los tres minutos del despegue cerca de la ciudad de Staines, en las proximidades de una carretera muy transitada. La investigación subsiguiente culpó principalmente al capitán por no mantener la velocidad y configurar los dispositivos de sustentación incorrectamente. Mencionó también un problema cardíaco del capitán y la limitada experiencia del copiloto, aludiendo además a un "problema técnico" no especificado que aparentemente se resolvió sobre la marcha en la pista. El proceso y los resultados de la investigación fueron objeto de gran polémica entre los pilotos británicos y el público.
El accidente tuvo lugar durante el transcurso de una huelga de pilotos que provocó discusiones y enfrentamientos entre los miembros de la tripulación que afectaron al problema cardíaco que padecía el comandante, entorpeciendo su capacidad para tomar decisiones adecuadas en la cabina. La huelga también afectó a los servicios, ocasionando una sobrecarga del Vuelo 548 por encima del máximo permitido.
Las recomendaciones tras la investigación condujeron a la instalación obligatoria de un grabador de voz de la cabina en aviones matriculados en Gran Bretaña. Otra recomendación fue la de no permitir a los miembros de la tripulación de vuelo fuera de servicio ocupar asientos de la tripulación de vuelo.
El 18 de junio de 2004 se inauguraron dos monumentos en Staines en memoria de los muertos en el accidente.

## Dramatización
Este accidente fue presentado en el programa de televisión canadiense Mayday: catástrofes aéreas en el episodio titulado «Vuelo mortal».